# Wielgie (powiat Lipnowski)
Wielgie is een dorp in het Poolse woiwodschap Koejavië-Pommeren, in het district Lipnowski. De plaats maakt deel uit van de gemeente Wielgie en telt 6.965 inwoners.